# Regina Martínez
Regina Martínez Pérez (Municipio de Gutiérrez Zamora, 7 de septiembre de 1963 – Xalapa-Enríquez, 28 de abril de 2012) fue una periodista mexicana y corresponsal veracruzana de Proceso y La Jornada. Nacida en el municipio Gutiérrez Zamora en la región de Totonacapan, Martínez dejó su ciudad natal para estudiar periodismo en la Universidad Veracruzana. Tras graduarse, comenzó a trabajar en una televisora estatal de Chiapas, sin embargo, la censura aplicada contra ese medio la llevó a centrar su carrera en la prensa escrita. Luego de cinco años en Chiapas, se reubicó en Veracruz donde trabajó en diversos periódicos locales.

## Censura política
Una vez más se enfrentó contra la censura política por sus reportajes y particularmente por sus trabajos sobre violaciones de derechos humanos, corrupción gubernamental, abuso de autoridad y por su profunda cobertura sobre las organizaciones de tráfico de droga en Veracruz. El 28 de abril de 2012, fue asesinada en su residencia ubicada en Xalapa luego de ser severamente golpeada. Un sospechoso fue arrestado en octubre de ese año y confesó públicamente haber cometido el asesinato, mientras que las autoridades mexicanas concluyeron que el motivo del asesinato fue intento de robo. No obstante, el sospechoso retiró su confesión y declaró que había sido torturado y amenazado por oficiales para mentir y admitir el crimen. 
Los investigadores contaron solo con la confesión para incriminarlo; según fuentes cercanas al Comité para la Protección de los Periodistas, las muestras de ADN y huellas dactilares recogidas en la escena del crimen no concordaban con el sospechoso. El Comité, Proceso, varios periodistas y organizaciones relacionadas con el periodismo denunciaron irregularidades en el proceso de investigación y cuestionaron la legitimidad de todo el caso. Señalaron que su colega fue asesinada como parte de una campaña de intimidación contra los periodistas que investigaban las relaciones entre los narcotraficantes y los políticos veracruzanos.

## Primeros años
Regina Martínez Pérez nació el 7 de septiembre de 1963 en el municipio veracruzano de Gutiérrez Zamora, hija de María Lorenza Pérez Vázquez y Florencio Martínez Romero, quienes tuvieron 11 hijos. Abandonó su pueblo natal para estudiar periodismo en la Universidad Veracruzana —UV—. Inició su carrera periodística en TV Más, televisora estatal de Veracruz, y después se trasladó a Chiapas donde trabajó como reportera de la Televisión Rural Mexicana —TRM—, una compañía del sistema de televisión gubernamental, a inicios de la década de 1980. Sin embargo, luego de demandar mejores condiciones laborales y enfrentarse a la censura impuesta a la empresa televisiva, abandonó la TRM para incursionar en la prensa escrita.

## Carrera
Martínez Pérez trabajó en diversos periódicos chiapanecos, como El Sol de Chiapas y Número Uno, durante cinco años antes de regresar a Veracruz, donde se convirtió en asistente editorial de la televisora estatal Canal 4 Más. Entonces, dejó su trabajo en Política, donde cubría diversos temas como la seguridad y la justicia social. También trabajó en el Diario de Xalapa. Sin embargo, carrera periodística en Veracruz, se enfrentó contra diversos retos de la élite política; gobernadores y secretarios de gobierno trataron de censurarla por sus críticas al gobierno. En lugar de autocensurarse como lo hacen otros medios, se dio a conocer por su estilo directo, que muchas veces enfureció a las autoridades. Escribió alrededor de 63 reportajes sobre asesinatos políticos, desastres naturales, abusos de autoridad, violaciones a los derechos y corrupción gubernamental.
Tras trabajar para el Diario de Xalapa, comenzó a trabajar en las ediciones locales de La Jornada y Proceso, donde trabajó por más de diez años. Esta última conocida por su estilo antigubernamental y de crítica a los políticos de todo el país y cuyos reporteros enfrentaron en varias ocasiones amenazas por sus trabajos periodísticos. En Proceso, Martínez Pérez criticó la corrupción y el abuso del gobierno, además escribió extensos reportajes sobre el crimen organizado y el narcotráfico en el estado. Una de sus últimas publicaciones fue un perfil político de Reynaldo Escobar Pérez y Alejandro Montano, dos candidatos del Partido Revolucionario Institucional —PRI— a diputaciones federales.
También escribió sobre el arresto por parte de la Armada de México de nueve policías acusados de trabajar para organizaciones de narcotráfico, el arresto de un líder de Los Zetas conocido como Comandante Chaparro y una historia sobre Martín Padua Zúñiga, alcalde del Partido Acción Nacional —PAN— del municipio de Chinameca, arrestado, luego de un enfrentamiento con el Ejército Mexicano, por nexos con narcotraficantes.

## Asesinato
Regina Martínez fue asesinada el 28 de abril de 2012 en su residencia ubicada en la colonia Felipe Carrillo Puerto de la ciudad de Xalapa, capital de Veracruz. Una vecina reportó que la puerta del domicilio había permanecido abierta desde la mañana de ese día. Al acudir al lugar, la policía halló el cadáver en el piso del baño. Los reportes oficiales señalaron que Martínez fue torturada y golpeada severamente antes de morir. La autopsia realizada posteriormente reveló que la causa de muerte fue asfixia por estrangulamiento y que falleció entre las cuatro y cinco de la madrugada.
Tras su muerte, las autoridades mexicanas anunciaron que se investigarían todos los posibles motivos del asesinato, incluido su trabajo periodístico o el robo. Por su parte, el gobernador de Veracruz, Javier Duarte de Ochoa, ordenó una «investigación exhaustiva» y prometió que se investigaría «hasta las últimas consecuencias». Luego de esta declaraciones, la redacción de Proceso afirmó: «Respecto de esa investigación, que está a cargo del gobierno de Veracruz, Proceso es escéptico [...] No les creemos y se los hicimos saber».
Menos de dos meses después se filtró información relacionada con el caso, señalando al asesinato como un crimen pasional. Sin embargo, el 30 de octubre de ese año, se arrestó a Jorge Antonio Hernández Silva —alias El Silva— acusado del asesinato y se aseguró la participación de José Adrián Hernández Domínguez —alias El Jarocho— quien permanecía prófugo.
Hernández confesó haber cometido el asesinato y declaró que la reportera conocía a Domínguez, por lo que les permitió ingresar a su residencia en la noche del asesinato. Tras conversar, Domínguez comenzó a golpear a Martínez con la intención de que revelara donde escondía sus pertenencias más valiosas y su dinero. Después de asesinarla, robaron diversos objetos de valor y dinero hallado en bajo un colchón y huyeron del lugar.

### Investigación
No obstante, tras ser presentado ante un juez, Hernández Silva se retractó y declaró haber firmado la confesión bajo tortura mediante choques eléctricos en los testículos. «Sí he robado pero nunca he matado a nadie», declaró, además acusó a las autoridades veracruzanas de amenazarlo a él y a su madre.
La declaración era la única evidencia en su contra, pues ni el ADN, las huellas dactilares o las muestras de sangre coincidían con las suyas. Fuentes cercanas al Comité para la Protección de los Periodistas —CPJ, por sus siglas en inglés— señalaron que las muestras de sangre de la escena del crimen no coincidían con ninguno de los criminales presentes en la base de datos nacional. Inmediatamente, Proceso se mostró crítico ante la investigación y afirmó que las autoridades de Veracruz eran completamente incapaces de realizar una investigación correcta. El CPJ mantenía la versión de que el caso fue fabricado y que Silva fue empleado como chivo expiatorio.
Permitido por las leyes mexicanas, Proceso participó en la investigación asignando a uno de sus principales reporteros, Jorge Carrasco, para seguir todos los detalles. Empero, la revista se quejó de que tanto a su investigador como a la fiscal de la fiscalía especial de atención de delitos contra la libertad de expresión «se les impidió el acceso a importantes pasos en la investigación, se les mintió reiteradamente y se les dieron pistas falsas».
En abril de 2013, Proceso recibió información clasificada informándole que funcionarios y exfuncionarios buscaban «atentar contra la integridad personal» de Carrasco. De acuerdo a algunos informes, diversos miembros de la administración de Duarte de Ochoa llevarían a cabo acciones hostiles a manera de represalia por la cobertura del Caso Regina Martínez. Además declararon: «responsabiliza[mos] al gobierno del estado de Veracruz de cualquier agresión que pudieran sufrir a partir de estos hechos Jorge Carrasco Araizaga y su familia, el actual corresponsal de la revista en la entidad, Noé Zavaleta, y todo el personal que colabora con este semanario en todo el país». Desde entonces, Carrasco se vio obligado a realizar cambios de domicilio y ser protegido por una escolta proporcionada por la Secretaría de Gobernación. Reporteros Sin Fronteras exigió al gobierno federal proteger al periodista y explicar las amenazas en su contra. Ese mismo mes, Duarte de Ochoa fue premiado por la Asociación Mexicana de Editores de Periódicos por su labor «defensor de la libertad de expresión y protector de periodistas».
El 9 de abril, Hernández Silva fue sentenciado a 38 años de prisión, además de una multa de 80 mil pesos como reparación de daño por el homicidio y robo contra de la reportera. Sin embargo, Proceso se mostró una vez escéptico: «No les creímos y no les creemos ahora que han sentenciado a quien no se puede defender». En agosto, el Tribunal Superior de Justicia de Veracruz revocó la sentencia al considerar que se violaron las garantías de Hernández. Permanciendo en «libertad por fallas en la justicia» por once meses, hasta que el mismo tribunal resolvió recapturarlo para que cumpla la pena. Dos años después, el caso sigue abierto.
La red de periodistas Organized Crime and Corruption Reporting Project (Proyecto de Denuncia de Crimen Organizado y Corrupción OCCRP, por sus siglas en inglés), logró acceso a la versión pública de la investigación, la cual puede ser consultada en línea. 

## Reconocimientos
Como homenaje póstumo, una calle de Oviedo, España (ciudad hermanada con Veracruz) recibió el nombre de la periodista.
Asimismo, un monolito en su honor, diseñado por Santiago Calatrava, fue develado en febrero de 2013. El monolito tiene la siguiente leyenda:

El Ayuntamiento de Oviedo a Regina Martínez Pérez periodista asesinada en Veracruz (México) el 28 de abril de 2012. En reconocimiento a los periodistas y a la importancia de su labor profesional para el desarrollo de la democracia.

En el 2015, periodistas, activistas y personal académico renombraron la Plaza Lerdo, ubicada en Xalapa, Veracruz como Plaza Regina Martínez.